# Stazione di Nagaokakyō
La stazione di Nagaokakyō (長岡京駅?, Nagaokakyō-eki) è una stazione ferroviaria situata nella città di Nagaokakyō, nella prefettura di Kyoto, in Giappone, sulla linea JR Kyōto.

## Linee
- JR West
  - ■ Linea JR Kyōto (Linea principale Tōkaidō)

## Caratteristiche
La stazione ha una banchina a isola servente due binari. Sono presenti anche due binari esterni, isolati tuttavia dalla stazione, e questo impedisce ai treni espressi e rapidi che li percorrono di fermare presso la stazione. Durante l'ora di punta comunque alcuni treni rapidi sfruttano i due binari disponibili per fermarsi in questa stazione.
| 1 | ■ Linea JR Kyōto |  | Passaggio                                    |
| 2 | ■ Linea JR Kyōto |  | Per Takatsuki, Shin-Ōsaka, Ōsaka e Sannomiya |
| 3 | ■ Linea JR Kyōto |  | Per Kyoto, Ōtsu e Maibara                    |
| 4 | ■ Linea JR Kyōto |  | Passaggio                                    |

## Stazioni adiacenti
| «                                   | Servizio               | »              |
| Linea JR Kyōto                      | Linea JR Kyōto         | Linea JR Kyōto |
| ----------------------------------- | ---------------------- | -------------- |
| Mukōmachi                           | Locale                 | Yamazaki       |
| Kyōto                               | Rapido Solo la mattina | Takatsuki      |
| I treni Rapidi speciali non fermano |                        |                |